# NGC 5805
NGC 5805 é uma galáxia  localizada na direcção da constelação de Boötes. Possui uma declinação de +49° 37' 43" e uma ascensão recta de 14 horas, 57 minutos e 11,7 segundos.
A galáxia NGC 5805 foi descoberta em 3 de Abril de 1854 por William Parsons.